# Lac Tawakoni
Le lac Tawakoni est un lac de barrage situé sur le cours de la Sabine et s'étend sur les comtés de Hunt, Rains et Van Zandt, dans l’État du Texas, aux États-Unis.
Le lac a été nommé d’après les peuples amérindiens Tawakoni, qui constituaient une plus grande partie de la nation Caddo.

## Source de la traduction
- (en) Cet article est partiellement ou en totalité issu de l’article de Wikipédia en anglais intitulé « Lake Tawakoni » (voir la liste des auteurs).